# Андрес Реєс
Андрес Реєс (ісп. Andrés Reyes, нар. 8 вересня 1999, Пуерто-Техада) — колумбійський футболіст, захисник клубу «Атлетіко Насьйональ».

## Клубна кар'єра
Народився 8 вересня 1999 року в місті Пуерто-Техада. Вихованець футбольної школи клубу «Атлетіко Насьйональ». Дорослу футбольну кар'єру розпочав 2018 року в основній команді того ж клубу, кольори якої захищає й донині.

## Виступи за збірні
З 2019 року залучався до складу молодіжної збірної Колумбії до 20 років. У її складі брав участь у молодіжному чемпіонаті Південної Америки і допоміг своїй збірній посісти четверте місце. Цей результат дозволив команді кваліфікуватись на молодіжний чемпіонат світу 2019 року, куди поїхав і Реєс.